# Schloss Sunzing

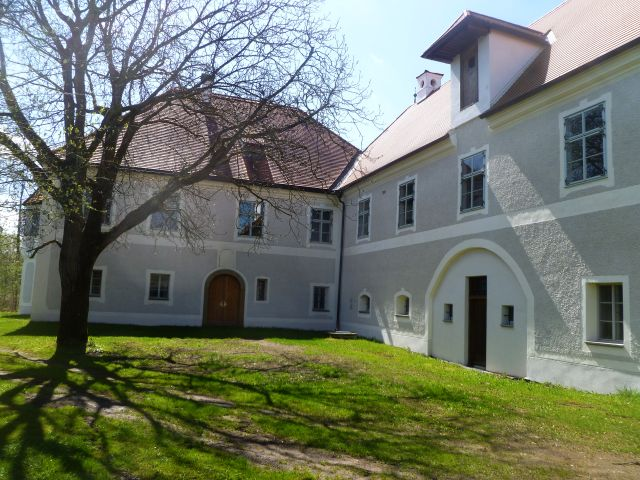
Schloss Sunzing

Das Schloss Sunzing befindet sich im Ortsteil Untersunzing der Gemeinde Mining im Bezirk Braunau am Inn.

## Geschichte

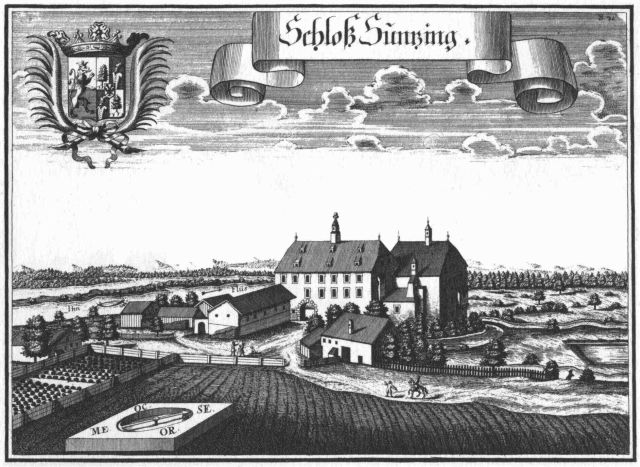
Schloss Sunzing, Kupferstich von Michael Wening, 1721

Angeblich wurde der Sitz anfangs „Gertraudskirchen“ genannt; dieser Meierhof wurde 1435 zum Stammsitz der Sunzinger. Das Schlösschen wurde zwischen 1474 und 1481 von den Sunzingern an Stelle eines hölzernen Vorgängerbaus aus Stein neu errichtet. In einer Seitenkapelle der Kirche zu Mining findet sich der Grabstein (angefertigt von dem Passauer Steinmetzmeister Georg Gartner) von Marx Sunzinger, gestorben am 30. April 1508, mit Wappenschilder und Helmzier. Hier ist ebenfalls der 1538 vertriebene Wolfgang Sunzinger begraben, der Pfleger zu Haselbach bei Passau war. Sunzing besaß die Niedergerichtsbarkeit. Nach dem Tod Wolfgang Sunzingers wurden die Puchleitners Besitzer. 1650/51 errichtete Wolf Siegmund Puchleitner den Erweiterungsbau. Die Schlosskapelle wurde am 22. März 1650 konsekriert und war der heiligen Maria geweiht. Durch ein Feuer wurde die Kapelle am 12. März 1786 zerstört, aber in der Folge wiederaufgebaut. Wolf Siegmund Puchleitner wurde von Kaiser Ferdinand I. in den Freiherrenstand erhoben. Nach dem Tode Wolfgang Siegmunds kam der Besitz 1683 an seinen ältesten Sohn. Von diesem gelangte er 1697 an den Freiherrn Johann Wilhelm von Lützelburg, den Schwiegersohn des Johann Adam von Puchleiten. 1842 kam Sunzing an Christian Freiherrn von Esebeck, der es mit der Herrschaft Mamling zu einem Besitz vereinte. 1870 erwarb Graf Zdenko von Strachwitz, oberösterreichischer Landtagsabgeordneter und Gutsbesitzer, Mamling und so auch Sunzing.
In den 1960er-Jahren gehörte Sunzing zwei Brüdern, von denen einer eine Landwirtschaft und der andere eine Gastwirtschaft betrieb. Der linke Flügel des Schlosses diente dabei als Bauernhof, während im Haupttrakt die Gastwirtschaft untergebracht war. Zu beiden war der Zugang nur von der Hofseite aus möglich, da der Haupteingang zum Schloss zugemauert war.

## Schloss Sunzing heute
Das Schloss ist ein hakenförmiger zweigeschoßiger Bau mit Walmdach, der bis in die 1960er-Jahre von einem halbkreisförmigen Wassergraben umgeben war. An der Ostseite befindet sich ein fünfseitiger Vorbau mit nur einem Fenster im Erdgeschoß. Hier befand sich die ehemalige Kapelle des Schlosses, die vorübergehend als Abstellraum und die Sakristei als Waschküche Verwendung fand.
Heute gehört das Schloss dem Salzburger Heribert Schmid. Das Schloss wird zurzeit umfassend renoviert und macht von außen bereits einen ausgezeichneten Eindruck. Die restaurierten Fassaden sind durch verschiedenartige Putzflächen und Fensterumrahmungen gegliedert. Ein Putzband trennt Ober- und Untergeschoß. Die Gesamtkosten der Renovierung werden auf über 1.343.000 Euro geschätzt, an denen die öffentliche Hand beteiligt ist. Durch die bayerisch-oberösterreichische Landesausstellung 2012 („Verbündet – Verfeindet – Verschwägert“) wird ebenfalls an einer Revitalisierung von Sunzing gearbeitet.

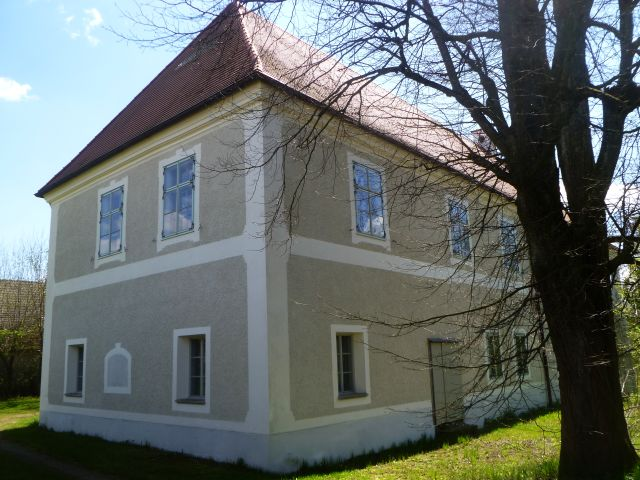
Straßenansicht
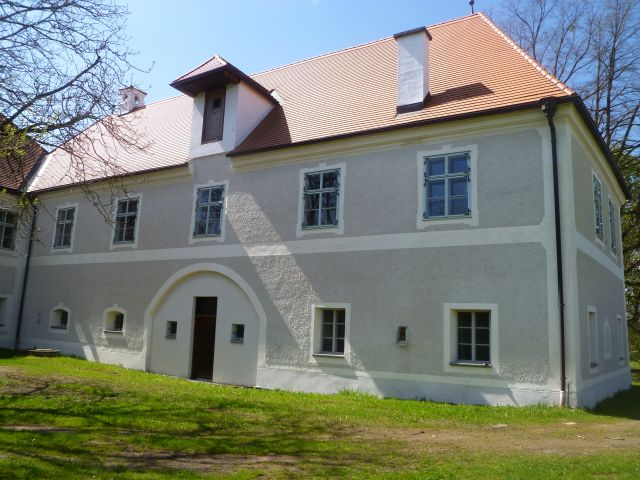
Seitengebäude
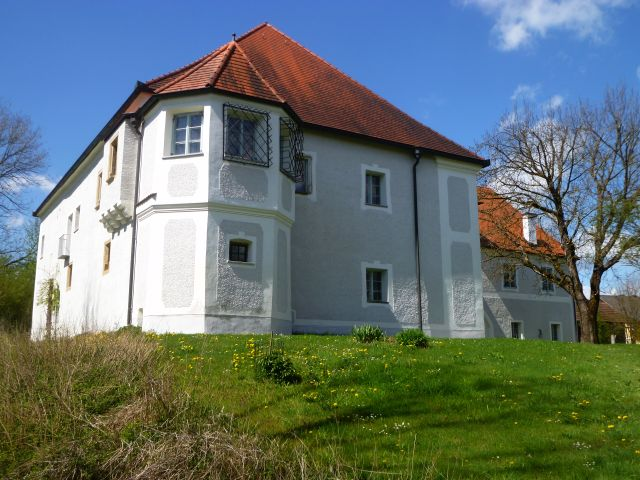
Kapellenanbau
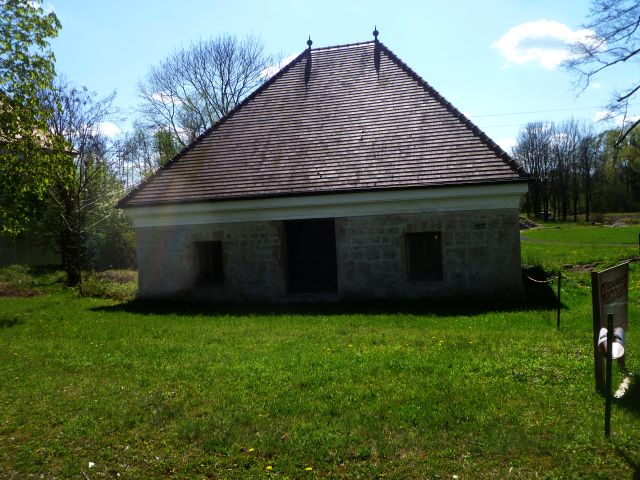
Eingangsgebäude